# La Source thermale d'Akitsu
Pour plus de détails, voir Fiche technique et Distribution.
La Source thermale d'Akitsu (秋津温泉, Akitsu onsen) est un film japonais réalisé par Yoshishige Yoshida et sorti en 1962.

## Synopsis
En 1945, alors que la fin de la guerre approche, sur les conseils d'une femme rencontrée fortuitement, Shūsaku, un étudiant souffrant d'une pneumonie, se rend dans un onsen, situé dans les montagnes. Là, il ne songe qu'à mourir en paix. Mais, Shinkō, une jeune fille débordant d'énergie, lui insuffle le goût de la vie. Grâce à elle, il est sauvé. Le jour où la défaite du Japon est annoncée, Shinkō est profondément bouleversée et Shūsaku, ému, s'éprend d'elle. Ils souhaitent vivre ensemble, mais la mère de Shinkō ne veut pas d'un homme désargenté et sans perspectives. Shūsaku retourne à Tōkyō et finit par se marier. Durant dix-sept années, Shinkō, fidèle et amoureuse, le revoit par intermittence et espère toujours. Un jour, pourtant, Shūsaku lui rend visite, une ultime fois, pour lui annoncer, qu'étant muté dans une lointaine contrée, il ne la reverra plus. 

## Fiche technique
- Titre du film : La Source thermale d'Akitsu
- Titre original : 秋津温泉 (Akitsu onsen?)
- Réalisation : Yoshishige Yoshida
- Scénario : Yoshishige Yoshida d'après le roman de Shin'ya Fujiwara
- Photographie : Toichiro Narushima
- Musique : Hikaru Hayashi
- Production : Mariko Okada, Masao Shirai
- Société de production : Shōchiku
- Pays de production :  Japon
- Langue originale : japonais
- Format : couleur - 2,35:1 - 35 mm - son mono
- Genre : drame
- Durée : 107 minutes (métrage : neuf bobines - 3 080 m[1])
- Sortie :
  - Japon : 15 juin 1962[1]
  - France : 2 avril 2008[2]

## Distribution
- Mariko Okada : Shinkō
- Hiroyuki Nagato : Shūsaku
- Sumiko Hidaka : Otami
- Jūkichi Uno : Kenkichi Matsumiya
- Shigeru Kôyama : Tsuda
- Sō Yamamura : Mikami
- Eijirō Tōno : le prêtre

## Autour du film
La Source thermale d'Akitsu a été découvert tardivement en France. C'est, néanmoins, le film qui fit reconnaître en son pays, Yoshishige Yoshida. « Porté par sa subtile réalisation et le lumineux visage de Mariko Okada, Akitsu onsen est une œuvre déchirante et retenue, non dépourvue d'un regard acerbe sur la société japonaise d'après-guerre. »
Mariko Okada devint, après ce film, l'épouse du réalisateur. Entre 1965 et 1971, elle sera son interprète d'élection, mais aussi une de ses productrices, participant ainsi à ce que l'on appellera la Nouvelle Vague nippone.

## Distinctions
Récompense
- 1963 : prix du film Mainichi de la meilleure actrice pour Mariko Okada[4]

Sélection
- 1963 : la revue Kinema Junpō classe le film à la 10e place de son classement des dix meilleurs films japonais de l'année 1962[5],[6]